# 伊制玛尔
伊制玛尔（阿拉伯语：إجماع，羅馬化：ijmāʿ，發音：[ʔid͡ʒ.maːʕ]），或译为伊智玛尔、公议、佥议，伊斯兰教法学用语，阿拉伯语本义为“一致意见”或“协商意见”，是伊斯兰教立法所遵循的四项原则之一，其地位仅次于《古兰经》和圣训。伊制玛尔具体是指有名望的宗教权威人士和法学家在解释《古兰经》和确定圣训权威以及对某些法律问题发表的一致意见。

## 历史
在伊斯兰教传播之前的阿拉伯部落社会，要事往往通过集体协商解决，后成为一项立法原则。穆罕默德逝世后，穆斯林遇疑难问题便通过商议达成一致意见，该意见对后来发生的类似问题具有效力，被称为“公议”。从理论上，伊制玛尔指的是“全体穆斯林社会一致的意见”，依据“我的教民永远不会就谬误取得一致”和“凡穆斯林大众视为公正的，在安拉看来也是公正的”两则圣训，伊制玛尔可泛指全体穆斯林就基本信仰问题形成的共同信念，如《古兰经》具有神圣地位。实际上，在没有代议机构的古代阿拉伯社会，除了基本信仰问题，其他议题不可能形成全体穆斯林社会一致，在教法学家遇有分歧意见时，如《古兰经》和圣训均不可循，则以某一时代权威法学家的一致意见为据，作出决断。倭马亚王朝末期至阿巴斯王朝中期为伊斯兰法学的繁荣时期，其间公议被各法学派用作发展法律的重要手段。